# 26355 Grueber
26355 Grueber (1998 YL8) là một tiểu hành tinh vành đai chính được phát hiện ngày 23 tháng 12 năm 1998 bởi E. Meyer ở Linz.